# Марія Ядвіга Гессен-Дармштадтська
Марія Ядвіга Гессен-Дармштадтська (нім. Marie Hedwig von Hessen-Darmstadt, 26 листопада 1647 — 19 квітня 1680) — принцеса Гессен-Дармштадтська, донька ландграфа Георга II та Софії Елеонори Саксонської, дружина Бернхарда Саксен-Майнінгенського.

## Життєпис
Марія Ядвіга народилась 26 листопада 1647 року у Гіссені. Вона була молодшою із чотирнадцяти дітей ландграфа Гессен-Дармштадтського Георга II та його дружини Софії Елеонори Саксонської. 
Дитинство дівчинки пройшло в умовах відновлення країни після Тридцятирічної війни, що закінчилась за  рік після її народження. Батько намагався всіляко відродити економіку та закликав емігрантів повернутися на батьківщину. У 1659, коли Марії Ядвізі було дванадцять, Гессен-Дармштадт став членом Рейнського альянсу, що виступав проти панування Габсбургів. У 1661 Георг помер, і правителем країни  став її старший брат Людвіг.
Перед своїм 24-річчям принцеса взяла шлюб із Бернхардом, третім сином герцога Саксен-Готського Ернста I. Весілля відбулося 20 листопада 1671 року в Готі. У подружжя народилося семеро дітей
1675 року помер герцог Ернст I. Чоловік із братами почали сумісне правління. 

1676 року подружжя перенесло свою резиденцію до Іхтерсхаузену. Там Бернхард звів замок, який, на честь дружини, назвав Марієнбург.

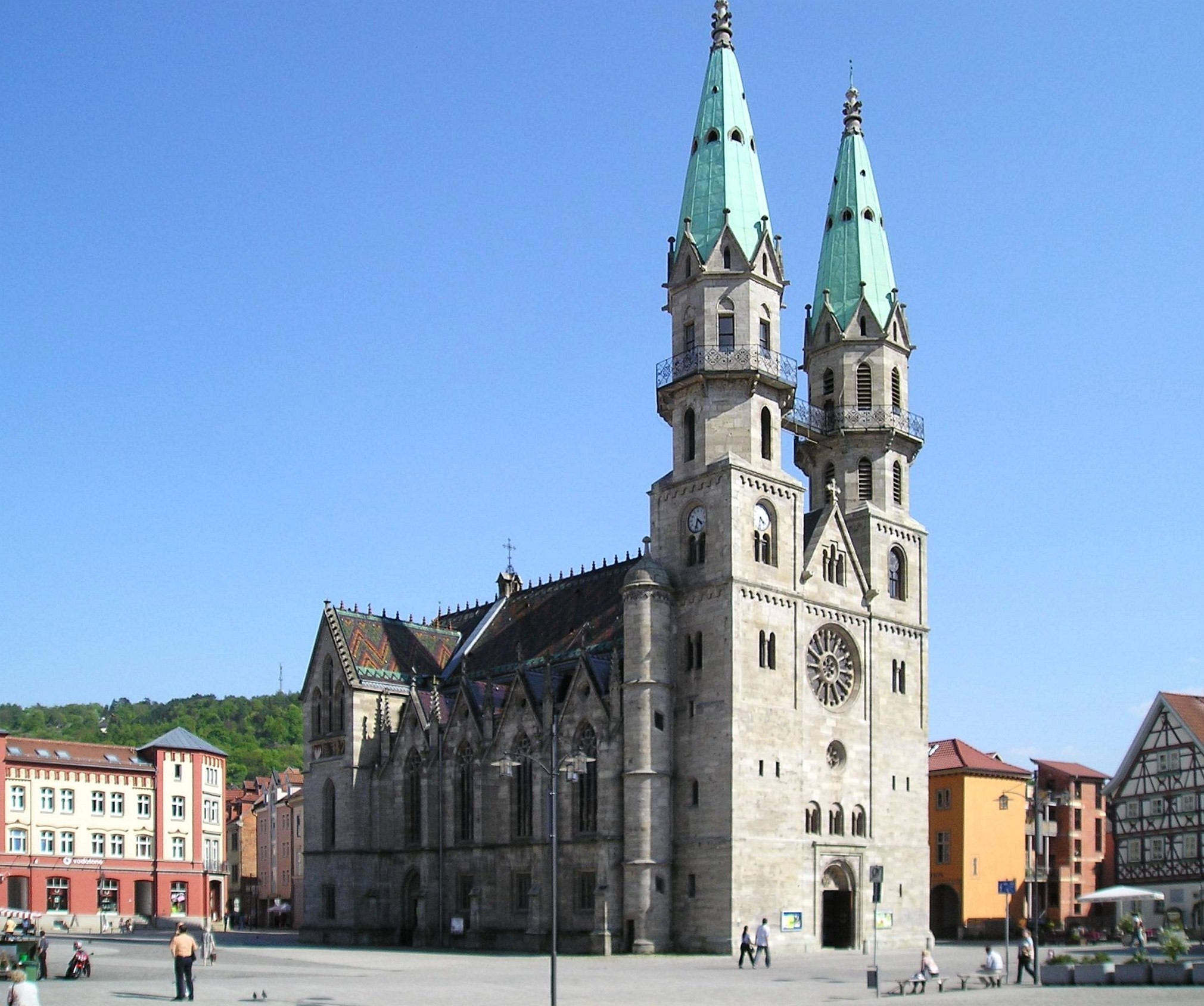
Майнінгенська кірха

1680 року Бернхард вирішив правити окремо від братів і створив Саксен-Майнінгенське герцогство. До складу його новоутворених володінь увійшла більша частина Геннеберзького графства, що мало на гербі чорну курку. Сучасники сприйняли цей символ як знак магії та чаклунства. Марія Ядвіга заявила, що ніколи не ступить на «землю чорної курки». Вона померла невдовзі після народження молодшого сина, за дев'ять тижнів до переїзду двору в нову столицю Майнінген. Її поховали у крипті міської церкви Майнінгену.
За дев'ять місяців Бернхард побрався вдруге із вдовицею Йоганна Георга Мекленбурзького Єлизаветою Брауншвейг-Вольфенбюттельською.

## Родина

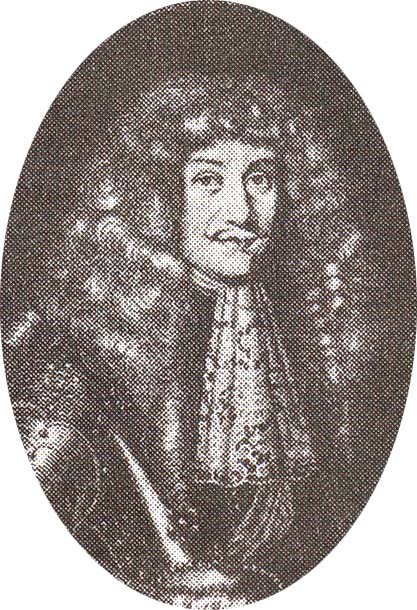
Бернхард Саксен-Майнінгенський

Чоловік — Бернхард Саксен-Готський
Діти:
- Ернст Людвіг (1672—1724) — герцог Саксен-Майнінгенський, був двічі одружений, мав п'ятеро дітей від першого шлюбу;
- Бернхард (1673—1694) помер бездітним та неодруженим за життя батька;
- Йоганн Ернст (1674—1675) помер немовлям;
- Марія Єлизавета (11 серпня—22 грудня 1676) померла немовлям;
- Йоганн Георг (1677—1678) помер немовлям;
- Фрідріх Вільгельм (1679—1746) — герцог Саксен-Майнінгенський, одружений не був, дітей не мав;
- Георг Вільгельм (1680—1699) помер від віспи у 18-річному віці бездітним та неодруженим.